# استبان سولاری
استبان سولاری (انگلیسی: Esteban Solari؛ زادهٔ ۲ ژوئن ۱۹۸۰) بازیکن سابق فوتبال اهل آرژانتین است که به عنوان مهاجم بازی می‌کرد و در حال حاضر مدیر باشگاه جوهور دارالتعظیم در سوپر لیگ مالزی است.